# Ferry Fukuoka
Die Ferry Fukuoka (japanisch フェリーふくおか) ist ein 2022 in Dienst gestelltes Fährschiff der japanischen Reederei Meimon Taiyō Ferry. Sie steht auf der Strecke von Osaka nach Kitakyūshū im Einsatz.

## Geschichte
Die Ferry Fukuoka entstand unter der Baunummer 1221 in der Werft von Mitsubishi Heavy Industries in Shimonoseki und lief am 8. Oktober 2021 vom Stapel. Nach ihrer Ablieferung an Meimon Taiyō Ferry am 25. März 2022 nahm sie am 28. März 2022 den Fährdienst von Osaka nach Kitakyūshū (über den Hafen von Shin Moji) auf. Sie ergänzte hierbei ihr im Jahr zuvor fertiggestelltes Schwesterschiff Ferry Kyoto. Beide Schiffe ersetzten die 2002 in Dienst gestellten Einheiten Ferry Kyoto II und Ferry Fukuoka II.
Die Passagiere der Ferry Fukuoka sind in verschiedenen Kabinenkategorien untergebracht, die von Schlafsälen über Schlafkapseln bis hin zu verschiedenen Privatkabinen und Suiten im japanischen oder westlichen Einrichtungsstil reichen. Zur Ausstattung der Fähre gehören ein Bordshop, ein Informationsbüro, ein Restaurant, mehrere Lounges, ein Raucherraum, ein Kinderspielzimmer sowie ein Bereich mit Spielautomaten. An Deck befindet sich eine Aussichtsplattform. Wie bei größeren japanischen Fähren üblich verfügt die Ferry Fukuoka zudem über ein Sentō.
Gemeinsam mit ihrem Schwesterschiff verkehrt die Ferry Fukuoka zweimal täglich zwischen Osaka und Kitakyūshū.